# Zimní království
Zimní království je jediné studiové album brněnské rockové skupiny Bronz. Deska byla vydána v roce 1986 (viz 1986 v hudbě).

## Popis alba a jeho historie
Skupina Bronz od roku 1981 koncertovala s programem nazvaným Zimní království na motivy pohádky Hanse Christiana Andersena. V následujících letech vydala dva singly, v roce 1984 ale musela kvůli nátlaku socialistického režimu skončit. Přesto lídr skupiny, kytarista a zpěvák Pavel Váně během letních měsíců roku 1985 nahrál s pomocí bývalých členů Bronzu a dalších hostů ve svém domácím studiu upravenou a zkrácenou studiovou podobu Zimního království, kterou v následujícím roce vydal Panton. Deska obsahuje celkem devět skladeb inspirovaných novou vlnou, folkem a art rockem, který je nejvýraznější v titulní skladbě Zimní království.

## Vydávání alba
Album Zimní království vyšlo v roce 1986 ve vydavatelství Panton na LP a MC. Na samostatném CD nebylo Zimní království nikdy vydáno. Dočkalo se až v roce 2007 v rámci kompilačního alba The Best of... od FT Records, které obsahuje v zpřeházeném pořadí všechny skladby vyjma jedné, písně „Černobílá“, jež byla na kompilaci zařazena v singlové podobě ze singlu „Poprvé v Praze“.

## Seznam skladeb
1. „Noc je skvělá“ (Váně/Smetanová) – 3:05
2. „Zlato na ulici“ (Váně/Smetanová) – 3:20
3. „Sahara“ (Váně/Smetanová) – 4:20
4. „Tvé oči v padesátém poschodí“ (Váně/Smetanová) – 5:10
5. „Svítá v nás“ (Váně/Smetanová) – 4:40
6. „Černobílá“ (Váně/Huvar) – 4:08
7. „Hlídač svítání“ (Váně/Huvar) – 3:37
8. „Hvězda ticha“ (Váně/Smetanová) – 4:30
9. „Zimní království“ (Váně/Huvar) – 7:37

## Obsazení
- Bronz
  - Pavel Váně – elektrická kytara, klávesy, bicí, akustická kytara (1, 3), baskytara (5), harmonika (1), perkuse (3, 6), zpěv
  - Daniel Forró – klávesy, flétna (6)
  - Richard Lašek – perkuse (6, 9)
- Pavel Pelc – baskytara (1, 4, 7–9)
- Roman Dragoun – klávesy (9)
- Leopold Dvořáček – saxofon (8)
- Jiří Vondrák – vokály (4–6, 8, 9)